# Dieter Morawietz
Dieter Morawietz (1963) is een Duitse schaker met een FIDE-rating van 2430 (in 2015). 

Op 29 juni 2015 werd hij voorzitter van de Klub Kölner Schachfreunde 1967.
- Van 29 oktober t/m 6 november 2005 speelde hij mee in het toernooi om het Beieren open dat na de tie-break door Aleksandar Deltsjev met 7.5 uit 9 gewonnen werd. Morawietz eindigde eveneens met 7.5 uit 9 op de zesde plaats.